# Пілот-інструктор

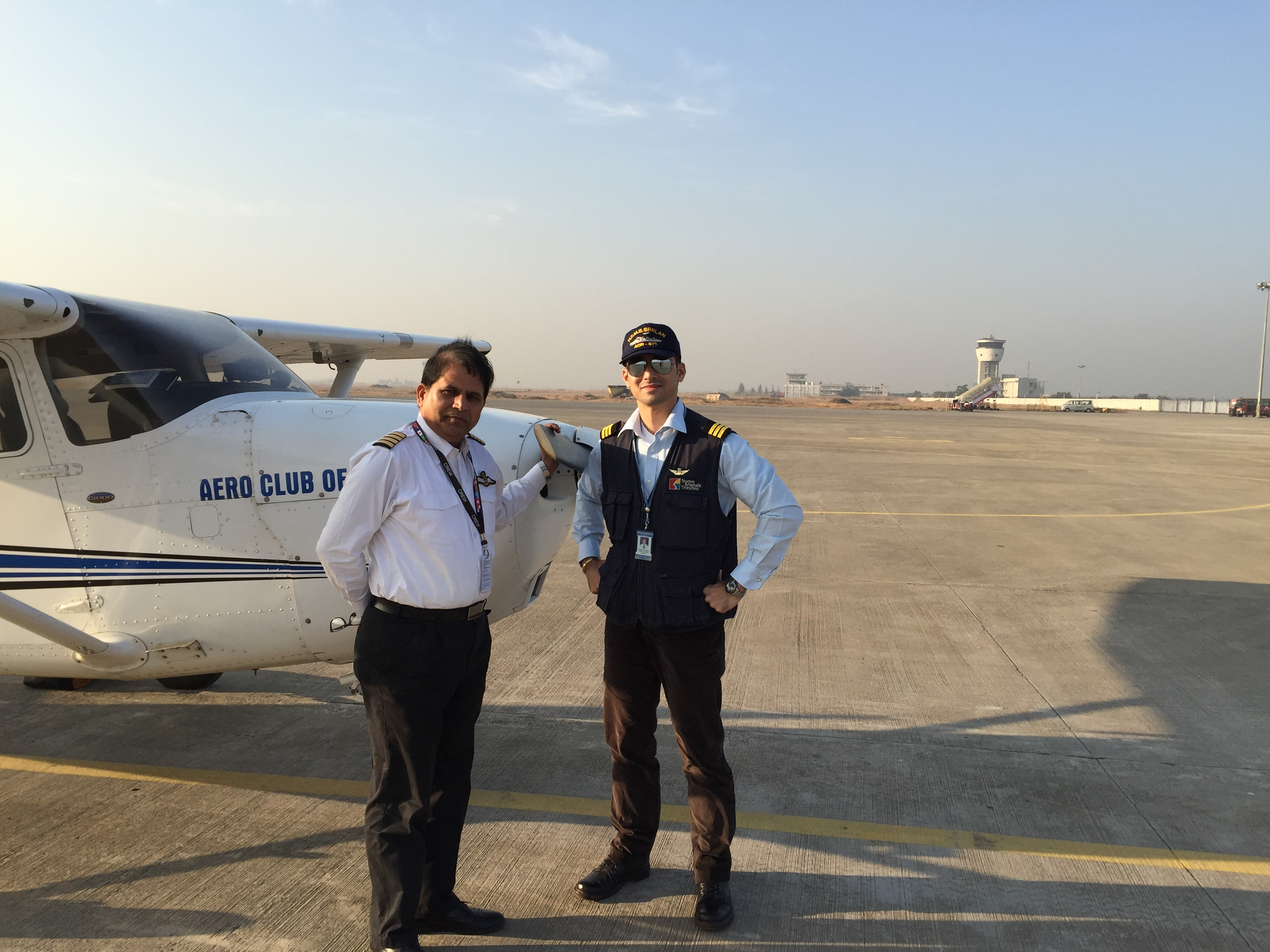
Пілот та інструктор

Пілот-інструктор або льотчик-інструктор — льотчик, який здійснює практичну льотну підготовку студента. Завданням льотчика-інструктора є навчання управління літальним апаратом. Учнем може бути людина, яка не володіє ніякими навичками (початкове навчання), а також чинний пілот.

## Інтернет-джерела
- Requirements to become a CFI [Архівовано 5 серпня 2018 у Wayback Machine.]
- Computer Testing Supplement for Flight and Ground Instructor FAA 2001
- CFI Academy explains Accelerated CFI Course - What is an accelerated CFI
- Derek W Beck's Flight Instructor Resources [Архівовано 16 травня 2021 у Wayback Machine.] - Lesson Plans, Tutorials, and Explanations of Maneuvers